# Лескевич, Виктор Иосифович
Виктор Иосифович Лескевич (6 декабря 1929, Астрахань — 4 июня 2005, Саратов) — советский и российский тренер по лёгкой атлетике. Чемпион СССР 1953 года. Заслуженный тренер РСФСР (1967).

## Биография
Виктор Иосифович Лескевич родился 6 декабря 1929 года в Астрахани. В 1930-х годах его семья переехала в Саратов. В школьные годы Лескевич увлёкся лыжами и лёгкой атлетикой. В 1945 году начал заниматься прыжками в длину на стадионе «Динамо». В 1953 году стал чемпионом СССР и серебряным призёром Всемирного фестиваля молодежи и студентов. Был членом сборной СССР по лёгкой атлетике.
В 1956 окончил Саратовский медицинский институт, а затем — Московский институт физической культуры. В качестве спортивного врача работал на первенствах СССР по хоккею, водному поло, боксу. Неоднократно выезжал на международные соревнования в качестве врача сборной СССР по лёгкой атлетике.
В 1958 году Лескевич начал работать тренером в ДЮСШ № 6 г. Саратова. Долгое время он возглавлял федерацию лёгкой атлетики Саратовской области.
Наиболее известными спортсменами среди его воспитанников являются:
- Николай Иванов — участник Олимпийских игр 1968 года, чемпион Европы в помещении 1967 года, двукратный чемпион СССР (1968, 1970)[2],
- Алексей Джашитов — чемпион СССР 1986 года[3],
- Александр Бурдавицын — чемпион РСФСР,
- Андрей Брагин — чемпион России в помещении 1999 года[4].

Виктор Иосифович умер 4 июня 2005 года. Ежегодно в Саратове проводятся легкоатлетические соревнования его памяти.

## Личные результаты

### Международные
| Год  | Соревнования   | Место проведения | Место | Результат |
| ---- | -------------- | ---------------- | ----- | --------- |
| 1952 | Чемпионат СССР | Ленинград        | 3     | 7,26 м    |
| 1953 | Чемпионат СССР | Москва           | 1     | 7,43 м    |

### Национальные
| Год  | Соревнования                             | Место проведения  | Место  | Результат |
| ---- | ---------------------------------------- | ----------------- | ------ | --------- |
| 1953 | Всемирный фестиваль молодёжи и студентов | Бухарест, Румыния | 2      | 7,34 м    |
| 1954 | Чемпионат Европы                         | Берн, Швейцария   | 13 (q) | 7,07 м    |